# King Rat
King Rat (pt: Changi) é um romance de 1962 do escritor e diretor de cinema britânico James Clavell. O livro, parte da série The Asian Saga,  foi adaptado para o filme homônimo de 1965, dirigido por Bryan Forbes.

## Sinopse
O livro foca a vida de dez mil prisioneiros num campo de concentração japonês durante a Segunda Guerra Mundial. O King Rat do título é um cabo americano que domina seus companheiros e seus captores com muita coragem e profundo conhecimento das fraquezas humanas.